# Cyrillus Jarre

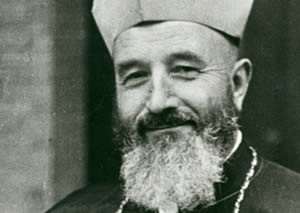
Cyrillus Jarre (1929)

Cyrillus Jarre OFM (* 2. Februar 1878 in Ahrweiler, Rheinprovinz, als Rudolf Jarre; † 8. März 1952 in Jinan, Volksrepublik China), Franziskaner, war Erzbischof von Jinan und Übersetzer des chinesischen Zivilrechts ins Lateinische und kirchenrechtlicher Texte aus dem Lateinischen ins Chinesische.

## Leben
Rudolf Jarre wurde als das vierte von acht Kindern geboren, sein Vater Heinrich war ein begüterter Ahrweiler Kaufmann. Er besuchte das Gymnasium St. Ludwig deutscher Franziskaner im holländischen Harreveld (Geldern). Am 23. August 1897 trat er der Sächsischen Franziskanerprovinz (Saxonia) des Franziskanerordens bei und erhielt den Ordensnamen Cyrillus. Er studierte in Paderborn Theologie.
Nach der Priesterweihe am 14. August 1903 im Paderborner Dom wurde er nach China entsandt, wo er an unterschiedlichen Orten in der Ausbildung des einheimischen Klerus' tätig war. Als Sanitätsunteroffizier erlebte er die Belagerung von Tsingtau mit und geriet in japanische Kriegsgefangenschaft. In den Jahren 1921 und 1922 leitete Cyrillus die Hilfsaktionen der Franziskaner nach einer schweren Überschwemmungskatastrophe des Gelben Flusses. Dafür erhielt er von der Regierung den „Orden der Goldenen Ähre“ und das „Chinesische Ehrenzeichen“.
Am 16. September 1924 wurde Cyrillus Jarre nach Rom berufen. Von 1924 bis 1929 war er dort Professor für Missionswissenschaft und praktische Missionsarbeit an der Ordenshochschule San Antonio. Er nahm teil am Fünften Internationalen Missionskongress in Würzburg vom 24. bis 29. September 1928. Am 18. Mai 1929 wurde er zum Apostolischen Vikar von Jinanfu und Titularbischof von Metropolis in Asia ernannt. Am 25. Juli 1929 wurde er im Dom zu Trier zum Bischof geweiht. Auf seiner Reise nach China besuchte er Japan, um die dortige missionarische Arbeit kennenzulernen.
Seit 1933 gab er die Wochenzeitung Kuang Hua Pao („China-Licht“) heraus. Er übersetzte 1934 das zivile Gesetzbuch der chinesischen Republik in die lateinische Sprache sowie ab 1936 das kirchliche Gesetzbuch aus dem Lateinischen ins Chinesische, „ein epochemachendes Werk der katholischen Kirche in China“. Während der großen Überschwemmung von 1936 wurde unter Bischof Cyrill ein provisorisches Krankenhaus errichtet. 1937 nahm er am Eucharistischen Weltkongress in Manila teil.
Am 11. April 1946 wurde Cyrillus Jarre im Zuge der Errichtung der Hierarchie in China zum Erzbischof von Jinan erhoben. Er wurde zugleich Administrator einer Apostolischen Präfektur und geriet kurz danach ins Visier der neuen kommunistischen Regierung. Am 25. Juli 1951, dem 23. Jahrestag seiner Bischofsweihe, wurde er verhaftet und am 17. Oktober 1951 in das Gefängnis von Jinan eingewiesen. Am 8. März 1952 starb er im St.-Josephs-Hospital von Jinan. Er fand seine letzte Ruhe schließlich nach mehreren Exhumierungen auf dem Friedhof Lin Chio Chuan am Stadtrand von Jinan.

## Ehrungen
Die katholische Kirche hat Erzbischof Cyrillus Jarre als Glaubenszeugen in das deutsche Martyrologium des 20. Jahrhunderts aufgenommen.